# Эскадренные миноносцы типа «Аудаче»
Тип «Аудаче» (итал. Classe Audace) — серия итальянских эскадренных миноносцев УРО.
Изначально разрабатывавшиеся как улучшенная версия типа «Импавидо», в итоге они превратились в полностью новый проект, отличавшийся множеством новшеств, прежде всего наличием боевой информационно-управляющей системы и ангара для вертолётов.
Всего в 1968—1972 годах было построено два эсминца этого типа. В 1988 и 1991 годах оба корабля прошли модернизацию, в которой была заменена большая часть их вооружения, а также РЛС и систем РЭБ.
Оба корабля были сняты с вооружения ВМС Италии в 2006 году, с появлением современных фрегатов типа «Орризонте», предназначенных для их замены.

## Представители
| Название      | Номер | Судоверфь         | Закладка            | Спуск на воду       | Вступление в строй  | Судьба                                  |
| ------------- | ----- | ----------------- | ------------------- | ------------------- | ------------------- | --------------------------------------- |
| Аудаче Audace | D 551 | CNR, Рива Тригозо | 27 апреля 1968 года | 2 октября 1971 года | 16 ноября 1972 года | снят с вооружения 28 сентября 2006 году |
| Ардито Ardito | D 550 | Castellammare     | 19 июля 1968 года   | 27 ноября 1971 года | 5 декабря 1972 года | снят с вооружения 28 сентября 2006 году |